# レス・プブリカ
レス・プブリカ（羅: res publica）は、ヨーロッパにおける政体概念であり、私なるもの・私事（羅: res privata レス・プリワタ）とは反対の、公共事・公益・公法を指し、さらに個人的権威に基づく王政や元首制と対比される政治共同体の理念。日本では国家、共和国、共和制などと翻訳される。
古代ローマの共和政時代の名称であるラテン語の res publica に由来する。プラトンの著作『国家』の原書である希: Πολιτεία（politeia ポリテイア）のラテン訳名がレス・プブリカ(Respublica)であった。

## 理念史
レス・プブリカはキケロが政治共同体の理念として確立し、その後の中世ヨーロッパのレスプブリカ・クリスティアーナ（キリスト教共同体）や、ルネサンス期以降のリパブリックへと進展していった。

## statoとの違い
レス・プブリカは、マキャヴェッリのstatoなど近代以降の現実主義的な国家(state)概念とは一線を画し、国家の本質を公共善(コモンウェルス)に求め、被治者による同意や参加を重視する思想家が手掛かりとする理念である。